# Caledonomorpha
Caledonomorpha is een geslacht van kevers uit de familie van de loopkevers (Carabidae). De wetenschappelijke naam van het geslacht is voor het eerst geldig gepubliceerd in 1897 door W.Horn.

## Soorten
Het geslacht Caledonomorpha omvat de volgende soorten:
- Caledonomorpha darlingtoni Cassola, 1986
- Caledonomorpha elegans Deuve, 1980
- Caledonomorpha jordani W.Horn, 1897
- Caledonomorpha loebli Cassola, 1989
- Caledonomorpha milneana Darlington, 1947
- Caledonomorpha papuana Ward, 1981
- Caledonomorpha poggii Cassola, 1986
- Caledonomorpha sedlaceki Cassola, 1986
- Caledonomorpha strazanaci Cassola, 1986
- Caledonomorpha ullrichi Cassola, 1989